# Platte
Platte (anglicky Platte River) je řeka v USA ve státě Nebraska. Je dlouhá 510 km od soutoku zdrojnic a 1415 od pramene Severní Platte. Povodí řeky zaujímá plochu 241 000 km².

## Průběh toku
Vzniká soutokem Severní a Jižní Platte, které pramení v Předělovém hřbetu Skalnatých hor. Ústí zprava do Missouri.

## Vodní stav
Průměrný roční průtok vody v ústí činí 150 m³/s. Nejvyšších stavů dosahuje na jaře díky tání sněhu, zatímco v létě je vodní stav nízký.

## Využití
Využívá se na zavlažování. Na severní zdrojnici byly vybudovány velké přehradní nádrže (Semino, Pathfinder) a vodní elektrárny. Na jižní zdrojnici leží město Denver.